# Rodrigo de Esquivel
Rodrigo de Esquivel y de la Cueva (Sevilla, ca. 1519 - Cuzco, 1581) fue un conquistador y encomendero español en el Perú.

## Origen
Bautizado el 26 de octubre de 1519, en la parroquia de Santa María la Mayor de Sevilla, era hijo de Juan de la Cueva y Mencía de la Fuente y Esquivel. Por línea materna, era nieto de Nuño de Esquivel, posiblemente emparentado al comendador Alonso de Esquivel.

## Conquistador y encomendero
Pasó al Perú en 1541 y sirvió bajo las órdenes del virrey Blasco Núñez Vela y del licenciado Pedro de la Gasca en las Guerras Civiles. Avecindado en el Cuzco, se encargó de la visita de Chucuito en 1549, además de recibir la encomienda de Quispicanchis en 1554 y las de Acos, Acopia, Cangalla, Coscoja, Quillispata y Sangarara en 1556. Llegó a ser corregidor de Arequipa y justicia mayor del Cuzco en 1571. Se destacó en el Cabildo del Cuzco, llegando a ser regidor perpetuo. Testó en dicha ciudad, ante el escribano Antonio Sánchez, el 4 de agosto de 1581.

## Matrimonio y descendencia
Regresó a España para desposarse con la sevillana Leonor de Zúñiga y Cabrera, hija de Álvaro de Zúñiga y Leonor de Cabrera. Tuvieron por hijo a:
- Rodrigo de Esquivel y Zúñiga, cuya descendencia obtendría el Marquesado de San Lorenzo del Valleumbroso.